# Carex ligerica
Carex ligerica je druh jednoděložné rostliny z čeledi šáchorovité (Cyperaceae), rodu ostřice (Carex).

## Popis
Jedná se o rostlinu dosahující výšky nejčastěji 15–30 cm.
Je vytrvalá, netrsnatá s dlouhými podzemními oddenky, za kterých vyrůstají jednotlivé lodyhy. Lodyhy jsou tupě trojhranné, štíhlé, nahoře drsné. Čepele listu jsou pouze 1,5–2 mm široké. Carex ligerica patří mezi stejnoklasé ostřice, všechny klásky vypadají víceméně stejně a většinou obsahují samčí i samičí květy. Květenství je nejčastěji 2–3 cm dlouhé. Klásků je nejčastěji 4–6, na bázi samčí, nahoře samičí, dolní někdy může být celý samičí. Okvětí chybí. Blizny jsou většinou 2. Plodem je mošnička, která je světle zelenohnědá, žilnatá, široce vejšitá, křídlatá, cca 3,5–4 mm dlouhá, na vrcholu zakončená dvouklaným zobánkem. Každá mošnička je podepřená plevou, která je hnědá a lesklá.

## Rozšíření
Carex ligerica se vyskytuje ostrůvkovitě v Evropě, od JZ Francie po jižní Švédsko, dále na pobřeží Černého moře a v Rusku Druh je značně morfologicky i ekologicky podobný druhu Carex arenaria, je to také druh písků. V ČR neroste, nejblíže ji najdeme v Polsku a Německu.